# Златна арена за најбољу споредну женску улогу
Златна арена за најбољу споредну женску улогу је награда која се од 1957. године додељује најбољим споредним глумицама на Филмском фестивалу у Пули. Награде додељује оцењивачки жири од пет или шест чланова, који се обично састоји од глумаца и филмских критичара.

## Списак добитница

### За време СФРЈ (1957—1990)
| Година | Добитница                                                     | Филм                                          |
| ------ | ------------------------------------------------------------- | --------------------------------------------- |
| 1957.  | Марија Кон, Рената Улмански                                   | Поп Ћира и поп Спира                          |
| 1958.  | Миа Оремовић                                                  | Х-8                                           |
| 1959.  | Дара Чаленић                                                  | Ветар је стао пред зору, Госпођа министарка   |
| 1960.  | Светлана Мишковић                                             | Три Ане                                       |
| 1961.  | Станислава Пешић                                              | Песма                                         |
| 1962.  | Оливера Марковић                                              | Козара, Сибирска леди Магбет                  |
| 1963.  |                                                               | Награда није додељена                         |
| 1964.  | Милена Дравић                                                 | Лито виловито                                 |
| 1965.  | Ружица Сокић                                                  | Горки део реке                                |
| 1966.  | Милена Дравић                                                 | До победе и даље, Рондо                       |
| 1967.  | Милена Дравић, Снежана Никшић                                 | Немирни, Јутро, На авионима од папира         |
| 1968.  | Гизела Вуковић                                                | У раскораку                                   |
| 1969.  | Милена Дравић                                                 | Крос контри, Horoskop                         |
| 1970.  | Јагода Калопер                                                | Лисице                                        |
| 1971.  | Мајда Потокар                                                 | Црвено класје                                 |
| 1972.  | Неда Спасојевић                                               | Трагови црне девојке                          |
| 1973.  | Милена Зупанчић                                               | Јесење цвеће                                  |
| 1974.  | Милена Дравић (Сребрна арена), Ружица Сокић (епизодна улога)  | Депс, Ужичка република                        |
| 1975.  | Олга Кацијан (Сребрна арена), Ангелца Хлебце (епизодна улога) | Прича о добрим људима, Страх                  |
| 1976.  | Марјета Грегорач (Сребрна арена), Мира Бањац (епизодна улога) | Између страха и дужности, Салаш у Малом Риту* |
| 1977.  | Неда Арнерић (Сребрна арена) , Мира Бањац (епизодна улога)    | Исправи се, Делфина, Не нагињи се ван         |
| 1978.  | Божидарка Фрајт (Сребрна арена), Мила Качић (епизодна улога)  | Љубица, То со гади                            |
| 1979.  | Стефка Дролц (Сребрна арена), Тања Кнезић (епизодна улога)    | То со гади, Пријеки суд                       |
| 1980.  | Душица Жегарац                                                | Посебан третман                               |
| 1981.  |                                                               | Награда није додељена                         |
| 1982.  | Мира Фурлан                                                   | Киклоп                                        |
| 1983.  | Оливера Марковић                                              | Балкан експрес                                |
| 1984.  | Весна Пећанац                                                 | Чудо невиђено                                 |
| 1985.  | Гордана Гаџић                                                 | Тајванска канаста                             |
| 1986.  | Нада Ђуревска                                                 | Од злата јабука                               |
| 1987.  | Весна Тривалић                                                | Октоберфест                                   |
| 1988.  | Ена Беговић                                                   | Глембајеви                                    |
| 1989.  | Радмила Живковић                                              | Сабирни центар                                |
| 1990.  | Ања Поповић                                                   | Почетни ударац                                |

### За независне Хрватске (1992—данас)
| Година | Дотиница                  | Филм                           |                           |
| ------ | ------------------------- | ------------------------------ | ------------------------- |
| 1991.  | Фестивал није био одржан  | Фестивал није био одржан       | Фестивал није био одржан  |
| 1992.  | Зоја Одак                 | Прича из Хрватске              |                           |
| 1993.  |                           | Награда није додељена          |                           |
| 1994.  | Фестивал није био одржан. | Фестивал није био одржан.      | Фестивал није био одржан. |
| 1995.  | Надежда Перишић           | Сваки пут кад се растајемо     |                           |
| 1996.  | Матија Прскало            | Како је почео рат на мом отоку |                           |
| 1997.  | Алма Прица                | Трећа жена                     |                           |
| 1998.  | Сузана Николић            | Три мушкарца Мелите Жгањер     |                           |
| 1999.  | Едита Мајућ               | Да ми је бити морски пас       |                           |
| 2000.  | Нина Виолић               | Благајница хоће ићи на море    |                           |
| 2001.  |                           | Награда није додељњна          |                           |
| 2002.  | Олга Пакаловић            | Фине мртве дјевојке            |                           |
| 2003.  | Дубравка Остојић          | Испод црте                     |                           |
| 2004.  | Вера Зима                 | Опросто за кунг фу             |                           |
| 2005.  | Дора Липовчан             | Два играча са клупе            |                           |
| 2006.  | Наташа Јањић              | Све џаба                       |                           |
| 2007.  | Олга Пакаловић            | Моран спавати, анђеле          |                           |
| 2008.  | Нада Гачешић-Ливаковић    | Кино Лика                      |                           |
| 2009.  | Лена Политео              | У земљи чудеса                 |                           |
| 2010.  | Ксенија Маринковић        | Нека остане међу нама          |                           |
| 2011.  | Ива Михалић               | Отац                           |                           |
| 2012.  | Олга Пакаловић            | Халимин пут                    |                           |
| 2013.  | Лана Барић                | Шути                           |                           |
| 2014.  | Анита Матић               | Срећни крајеви                 |                           |
| 2015.  | Нивес Иванковић           | Звиздан                        |                           |
| 2016.  | Тена Немет Бранков        | Трамполин                      |                           |
| 2017.  | Аријана Чулина            | Не гледај ми у тањир           |                           |
| 2018.  | Наташа Јањић              | Comis Sans                     |                           |